# Марсіанський Мисливець
Марсіанський Мисливець (англ. Martian Manhunter) він же Джон (англ. J'onn J'onzz) — вигаданий персонаж коміксів компанії DC Comics. Вперше з'явився в Detective Comics # 225 в листопаді 1955 року. Створений письменником Джозефом Самашсоном і художником Джо Сертом.
У 1998 році з'явилася повністю присвячена йому серія коміксів (автор — Джон Острендер, художник — Том Мендрейк). Персонаж найбільш відомий тим, що він є одним із засновників і постійних членів Ліги Справедливості.